# Moore Haven
Moore Haven är administrativ huvudort i Glades County i den amerikanska delstaten Florida. Orten har fått sitt namn efter grundaren James A. Moore. Först var den snabbt växande orten känd som "Little Chicago" men området drabbades mycket hårt av tropiska orkaner 1926 och 1928.